# Sint-Aldegondiskerk (Koblenz)
De parochiekerk van Sint-Aldegondis is een rooms-katholiek kerkgebouw in de Duitse stad Koblenz. De neogotische hallenkerk in het voormalige dorp Arzheim, sinds 1970 een stadsdeel van Koblenz, onderging in de loop der eeuwen verschillende verbouwingen. De kerk is gewijd aan de heilige Aldegondis.
In 2002 werd de parochiekerk van Sint-Aldegondis toegevoegd aan het werelderfgoed Boven Midden-Rijndal.

## Geschiedenis
Al sinds de stichting van Arzheim in het jaar 836 heeft er een kerk gestaan. De houten kerk werd na het jaar 1000 vervangen door een kerk van steen. De romaanse toren van die kerk bleef tot de dag van vandaag behouden. Het echtpaar Hermann von Helfenstein-Anna von Boos von Waldeck lieten omstreeks 1440-1446 de kerk vervangen door nieuwbouw. In de koorgewelven zijn in de sluitstenen de wapens van de bouwheren afgebeeld. Verdere verbouwingen vonden plaats in de 17e en 18e eeuw. In 1762 werd het schip van de kerk voltooid.
In de jaren 1900-1901 werd de kerk herbouwd naar een ontwerp van Düsseldorfse architect Josef Kleesattel. Tussen het koor en de toren ontstond de huidige driebeukige hallenkerk in de stijl van de neogotiek. Een tweede uitbreiding waarbij één zijbeuk van de kerk volledig werd vervangen door moderne nieuwbouw vond plaats in de jaren 1970-1971.
De kerk herbergt in het retabel een beeld van de heilige Aldegondis als abdis met in haar handen een staf en evangelieboek.
Sinds oktober 2005 zijn de Koblenzer parochies op de rechteroever van de Rijn samengevoegd tot één grote parochie. De parochie valt onder het bisdom Trier.

## Afbeeldingen

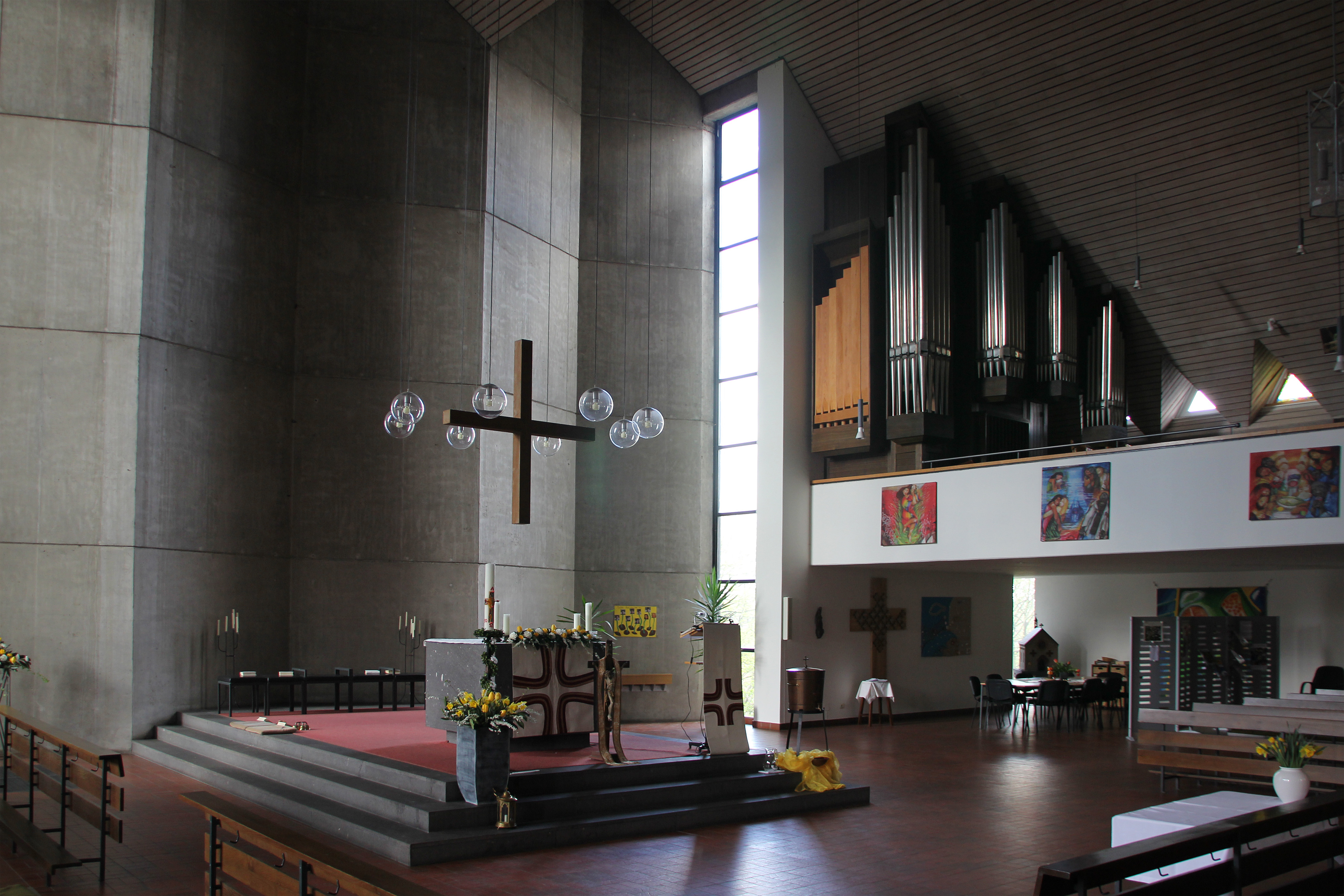
Altaar
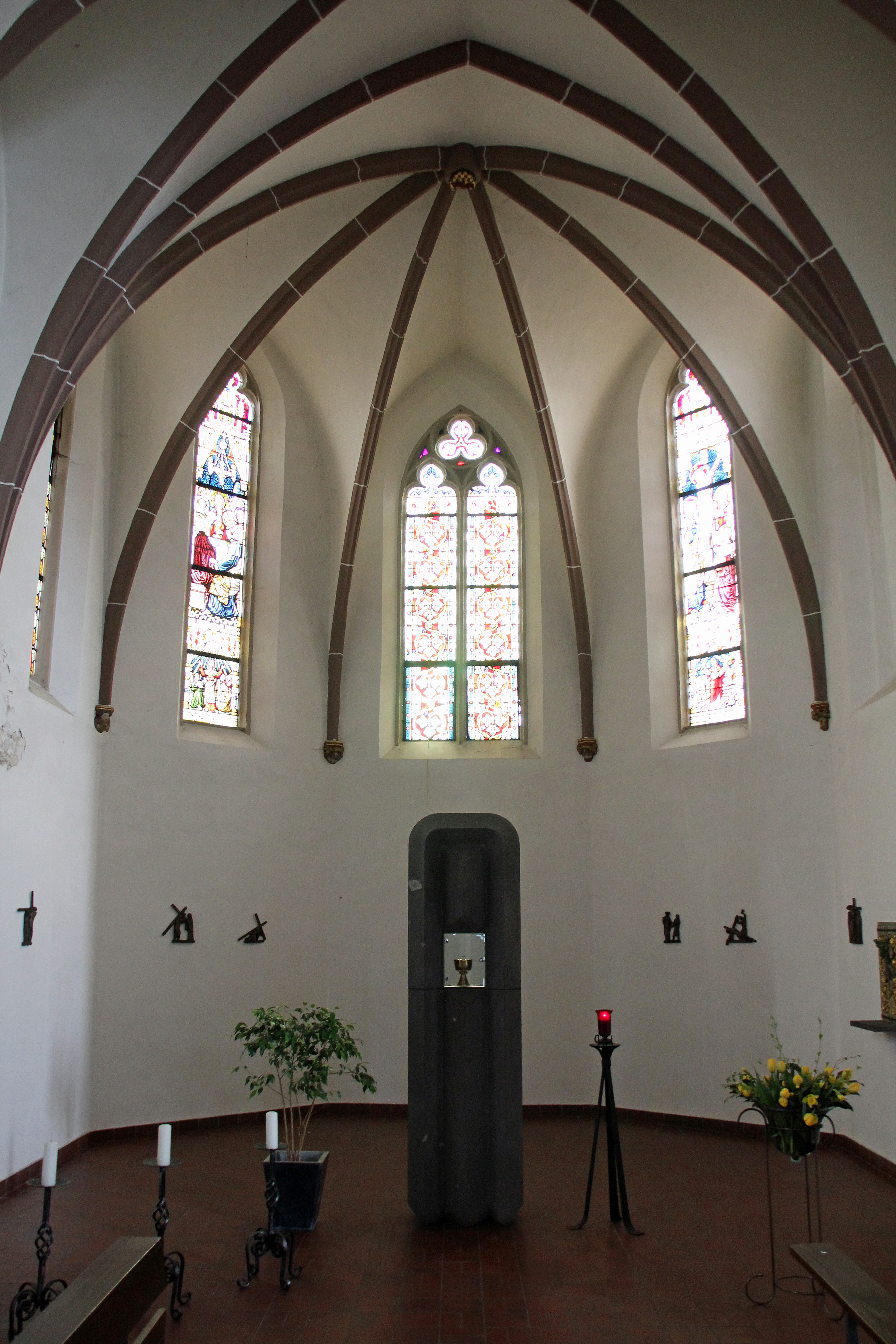
Het koor
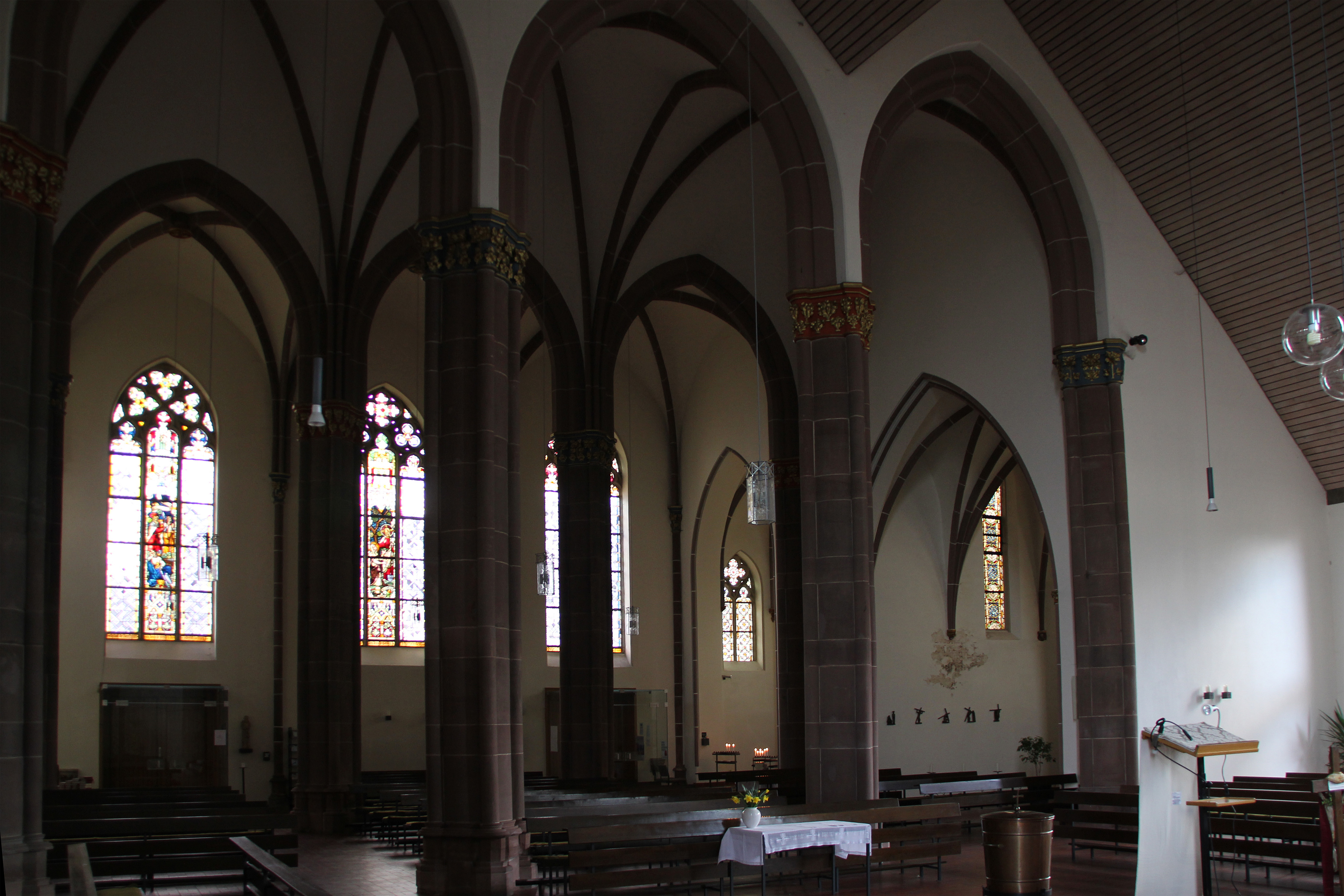
Het oude deel van de kerk